# Богуны (Чертковский район)
Богуны — хутор в Чертковском районе Ростовской области.
Административный центр Зубрилинского сельского поселения. Основан в 1863 году. 

## Население
| 2010 |
| ---- |
| 371  |

## Улицы
| - ул. Дачная, - ул. Ивановская, - ул. Молодёжная, - ул. Набережная, - ул. Почтовая, | - ул. Садовая, - ул. Северная, - ул. Центральная, - ул. Школьная. |